# أبيت جويدابين
أبيت جويدابين (بالتاغالوغية: Abet Guidaben) مواليد 14 سبتمبر 1952 في كاميغويين، الفلبين، هو لاعب كرة سلة فلبيني معتزل. بدأ مسيرته الاحترافية في سنة 1975. يبلغ طوله 6 قدم 5 بوصة (2.0 م). مثّل منتخب بلاده. حقق المركز الأول في بطولة أمم آسيا لكرة السلة 1973. اعتزل اللعب في 1995.

## الميداليات
| الميدالية | المسابقة                       |
| --------- | ------------------------------ |
| ذهبية     | بطولة أمم آسيا لكرة السلة 1973 |

## روابط خارجية
- أبيت جويدابين على موقع الاتحاد الدولي لكرة السلة (الإنجليزية)